# Saône-et-Loire
Saône-et-Loire är ett departement i regionen Bourgogne-Franche-Comté i östra Frankrike. I den tidigare regionindelningen som gällde fram till 2015 tillhörde Saône-et-Loire regionen Bourgogne. Huvudort är Mâcon. 
Här ligger bland annat städerna Cluny och Mâcon.